# Eyroles
Eyroles ist ein Ort und eine französische Gemeinde mit 22 Einwohnern (Stand: 1. Januar 2022) im Département Drôme in der Region Auvergne-Rhône-Alpes (vor 2016 Rhône-Alpes). Sie gehört zum Arrondissement Nyons und zum Kanton Nyons et Baronnies. 

## Lage
Eyroles liegt etwa 63 Kilometer nordöstlich von Avignon. Umgeben wird Eyroles von den Nachbargemeinden Saint-Ferréol-Trente-Pas im Nordwesten und Norden, Villeperdrix im Nordosten, Sahune im Osten, Curnier im Süden sowie Condorcet im Westen.

## Bevölkerungsentwicklung
| Jahr                       | 1962 | 1968 | 1975 | 1982 | 1990 | 1999 | 2006 | 2019 |
| -------------------------- | ---- | ---- | ---- | ---- | ---- | ---- | ---- | ---- |
| Einwohner                  | 26   | 29   | 18   | 20   | 20   | 17   | 21   | 24   |
| Quellen: Cassini und INSEE |      |      |      |      |      |      |      |      |

## Sehenswürdigkeiten

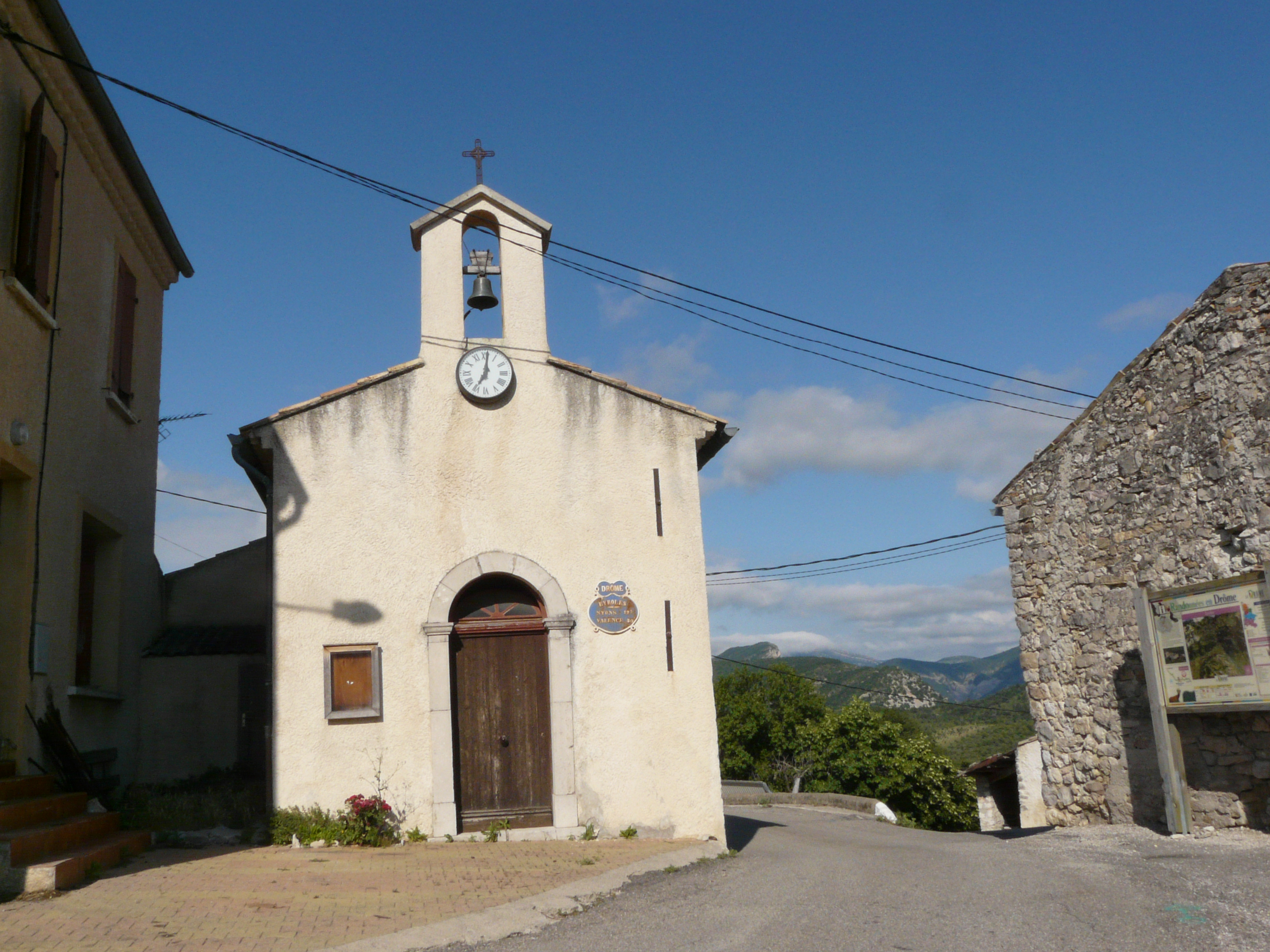
Kapelle Saint-Jacques

- Kapelle Saint-Jacques